# BeleniX

BeleniX — операционная система, разработанная на основе кодовой базы OpenSolaris. Она может работать с LiveCD или быть установленной на жёсткий диск. Изначально разрабатывалась только для LiveCD/LiveUSB, но затем проект был расширен. Некоторые технологии, впервые появившиеся в BeleniX, были позже использованы в остальных дистрибутивах на основе OpenSolaris.
BeleniX использует KDE в качестве основной среды рабочего стола, также поддерживается XFCE. В будущих релизах планируется включить поддержку GNOME.
Название и логотип BeleniX происходят от кельтского бога света Беленуса.